# Dmitry Ignatenko (cầu thủ bóng đá, sinh 1988)
Dmitry Ignatenko (tiếng Belarus: Дзмітрый Ігнаценка; tiếng Nga: Дмитрий Игнатенко; sinh 24 tháng 10 năm 1988) là một cầu thủ bóng đá Belarus. Tính đến năm 2017, anh thi đấu cho Gorodeya.